# Bölkow
Bölkow GmbH – niemiecki producent samolotów i śmigłowców założony w 1948 roku przez Ludwiga Bölkowa w Stuttgarcie, później przeniesiony do Ottobrunn.
W 1968 roku spółka została połączona z Messerschmitt AG tworząc Messerschmitt-Bölkow. Następne połączenie spółek miało miejsce w 1969 roku, kiedy to dołączono Blohm und Voss tworząc Messerschmitt-Bölkow-Blohm, w skrócie MBB największą niemiecką wytwórnię lotniczą.

## Historia

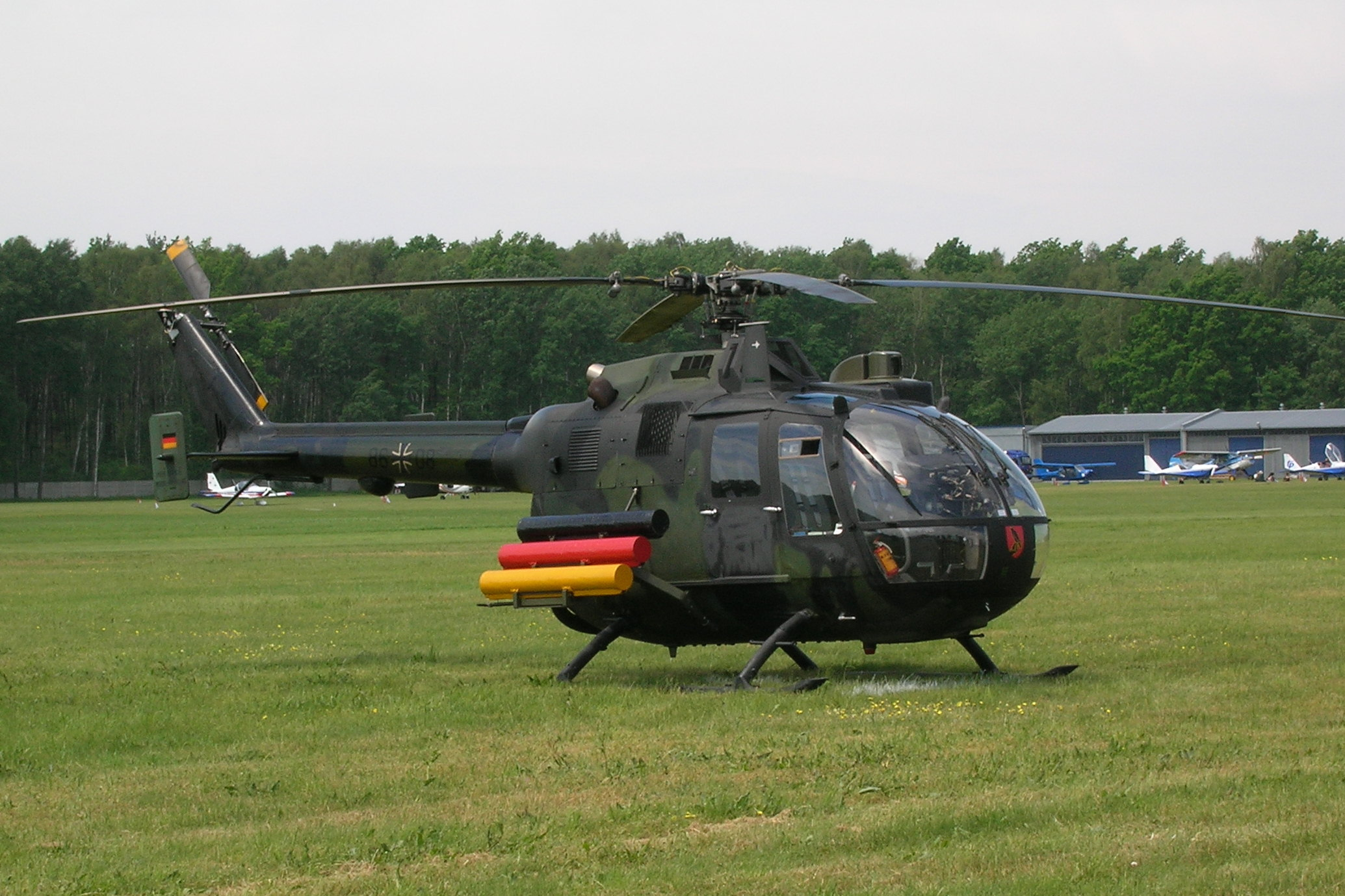
Bölkow Bo 105 (PAH-1)

Pracujący w firmie Bölkow Ludwig Bölkow i Emil Weiland rozpoczęli w 1955 roku pracę nad śmigłowcami typu KG. Konstruowanie samolotów po II wojnie światowej było w Niemczech zakazane, dlatego Bölkow starał się znaleźć niszę rynkową na maszynę latającą, która by tych zakazów nie łamała. Chociaż konkurencja na rynku śmigłowców była dość silna podjęto starania, aby zbudować śmigłowiec konkurencyjny do już obecnych na rynku zagranicznych konstrukcji. Efektem prac projektowych był lekki śmigłowiec z dwoma silnikami (zgodnie z zasadą dublowania wszystkich ważnych dla bezpieczeństwa mechanizmów) i wysoko umieszczonym wirnikiem głównym, prosty w obsłudze i utrzymaniu. Maszyna mogła być w prosty sposób przystosowana do różnych celów łącznie z misjami ratunkowymi. Na pokrycie kosztów budowy śmigłowca rząd niemiecki udzielił pożyczki w wysokości 60% wartości kosztów.
W 1965 roku zmieniono nazwę spółki na Bölkow GmbH, a 17 lutego 1967 roku wzbił się w powietrze prototyp śmigłowca Bo 105, który jako pierwszy na świecie posiadał sztywny wirnik główny zbudowany głównie z włókien szklanych wzmocnionych tworzywami sztucznymi, dzięki czemu był on bardzo lekki i mocny o doskonałych charakterystykach aerodynamicznych.

## Projekty firmyBölkow GmbH

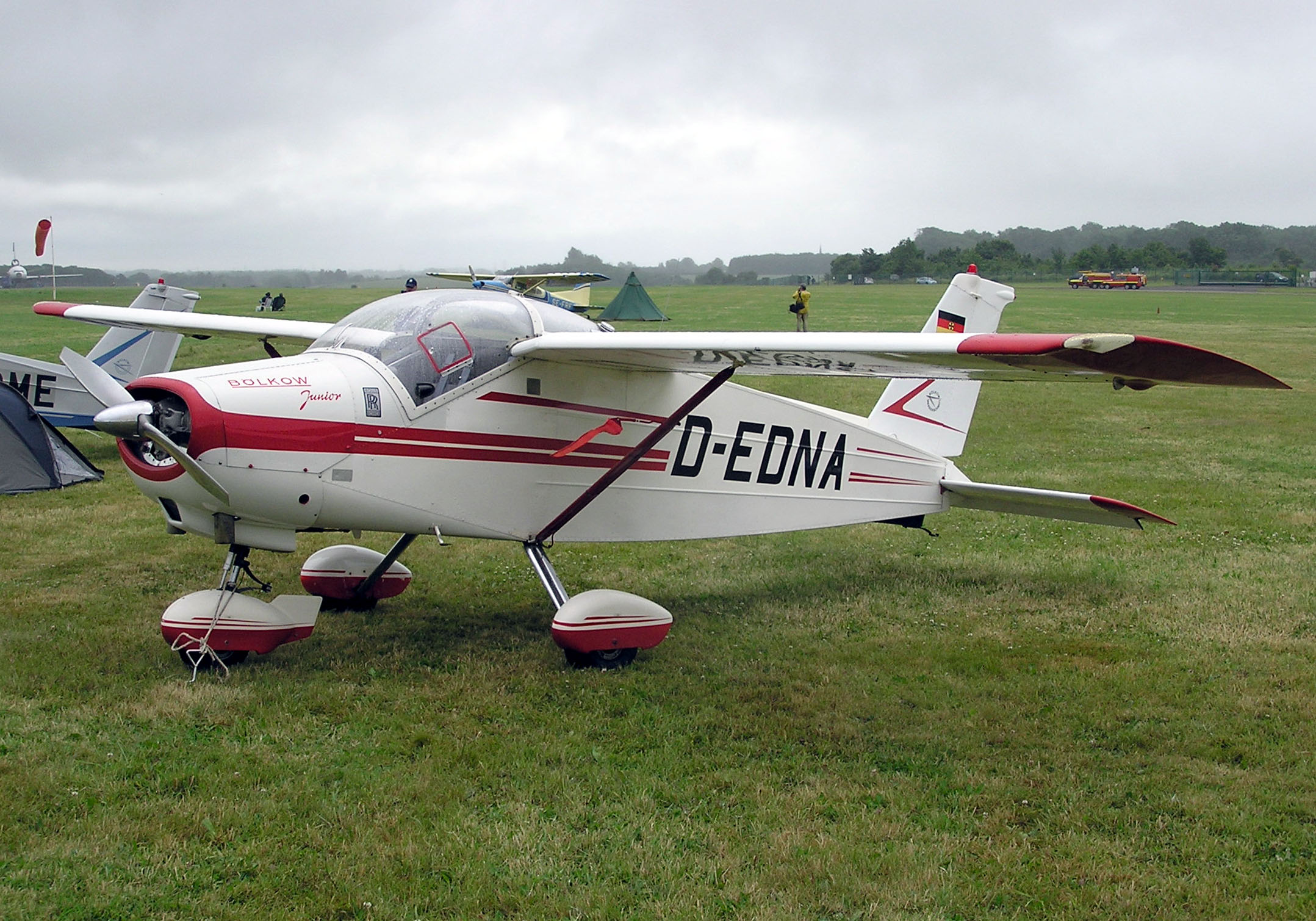
Bölkow Bo 208C Junior

### Samoloty
- Bölkow 207
- Bölkow 208 Junior
- Bölkow 209 Monsun

### Śmigłowce
- Bölkow Bo 46
- Bölkow Bo 102
- Bölkow Bo 105 – produkowany już pod marką MBB

### Szybowce
- Bölkow Phoebus